# Kelsang Gyatsho (Dalai Lama)
| Tibetische Bezeichnung                        |
| --------------------------------------------- |
| Tibetische Schrift: བསྐལ་བཟང་ རྒྱ་མཚོ             |
| Wylie-Transliteration: bskal bzang rgya mtsho |
| Andere Schreibweisen: Kelsang Gyatso          |

Kelsang Gyatsho (tibetisch བསྐལ་བཟང་ རྒྱ་མཚོ Wylie bskal bzang rgya mtsho, geboren 1708, Lithang, gestorben 1757) war der siebte Dalai Lama.

## Politisches Wirken

### Ausbildung
Kelsang Gyatsho stammte aus einer Aristokratenfamilie in Lithang (Provinz Kham). Seine Eltern Sönam Dargye und Phüntshog Wangmo waren Verwandte der Eltern des sechsten Penchen Lama.
Für seine Ausbildung waren hochqualifizierte Meister verantwortlich und keine weltlichen Tätigkeiten hielten ihn vom Studium ab. Kelsang Gyatsho legte seine Mönchsgelübde bei Penchen Lobsang Yeshe ab, von dem er auch intensiv in den religiösen Schriften unterwiesen wurde.

### Inthronisation
Im Oktober 1720 wurde Kelsang Gyatsho nach einer militärischen Intervention der Mandschu bzw. Chinas mit Unterstützung der Tibeter im Potala-Palast inthronisiert. Vier tibetische Minister unter dem Vorsitz des Premiers Sönam Gyelpo (der schon unter Lhabsang Khan Minister war) übernahmen die zivile Regierung. Diese vier Minister erhielten chinesische Titel, um sie den Ministern in Peking gleichzustellen. Zur militärischen Absicherung dienten chinesische Truppen, die zwischen Chengdu und Lhasa, sowie in Lhasa selbst stationiert wurden und einem Militärgouverneur in Lhasa unterstellt waren. Diese Truppen wurden von den Tibetern bezahlt, was Grund für Unzufriedenheit war. Das ganze Konstrukt wurde auch nie durch einen Vertrag oder einen Briefwechsel Kaiser Kangxis mit dem Dalai Lama oder seiner Regierung legitimiert. Man betrachtete es anscheinend nur als vorübergehende Maßnahme, denn 1723 zog Kangxis Nachfolger seine Truppen zurück.

### Bürgerkrieg und Phola Tedji
Im August 1727 kam es jedoch zu einem neuen Umsturz in Tibet: der Premier Sönam Gyelpo wurde ermordet und der zweite Minister, Sönam Tobgyel besetzte mit seinen Truppen Lhasa. Der Grund für die Gewalttat waren Spannungen innerhalb der tibetischen Regierung gewesen, die sich um persönliche Machtansprüche ihrer Mitglieder und um geplante Sparmaßnahmen drehten. In diesen Intrigen soll auch Sönam Dargye, der leibliche Vater des Dalai Lama eine gewisse Rolle gespielt haben. Sönam Tobgyel bat China um die Entsendung einer neuen Armee zur Wiederherstellung der Ordnung und Durchführung von Reformen, die dann 1728 auch eintraf, als der Bürgerkrieg schon entschieden war. Diesmal wurde der Sieger als (chin.) Phola Tedji bzw. (tibet.) Gyelpo Miwang zum Regenten ernannt. Ihm wurden zwei ständige Vertreter Chinas -als „Amban“ betitelt- beigegeben, die seine Anordnungen genehmigen mussten.
Nun mischte sich Peking in die zivile und militärische Verwaltung Tibets ein. Dem Penchen Lama Lobsang Yeshe wurden größere Kompetenzen angeboten, die Verwaltung wurde durch Anweisungen aus Peking neu organisiert, die Grenzen in Osttibet wurden verschoben und Lhasa dauerhaft durch chinesische Truppen besetzt. Der Dalai Lama sollte auf eine Reise nach Peking gehen, wurde aber stattdessen für sechs Jahre nach Kahdag ins Exil gebracht. Im Laufe der Zeit agierte Phola Tedji immer unabhängiger und stellte so für einige Zeit eine Art König (1740 Ehrentitel vom Kaiser) dar, der das Protektorat Mandschu-Chinas zu einer Formalität verkommen ließ. Da Phola Tedji aber weder einer großen Adelsfamilie noch dem Klerus angehörte, musste er all sein Geschick aufbringen um sich nicht in Schwierigkeiten zu bringen. Als der Dalai Lama aus dem Exil zurückkehrte kümmerte er sich um religiöse Belange, pflegte enge persönliche Beziehungen zum greisen Penchen Lama Lobsang Yeshe († 1737) und beließ die Regierung bei Phola Tedji.

### Erneuerung der religiösen Herrschaft
Nach dem Tod des Regenten/Königs Phola Tedji bzw. (tibet.) Gyelpo Miwang 1747 ernannte der chinesische Kaiser dessen Sohn Gyurme Namgyel zum Nachfolger. Nach einiger Zeit bemühte sich Gyurme Namgyel allerdings, die Oberherrschaft Chinas loszuwerden. Er ersuchte Kaiser Qianlong (reg. 1735–96) um den Rückzug seiner Truppen und der beiden „Ambane“ und schloss – als Qianlong nur die Truppen reduzierte – ein Bündnis mit den Dschungaren. Gyurme Namgyel war jedoch in seinem Vorgehen so brutal, arrogant und ungeschickt, dass ihn die Ambane im November 1750 ermordeten und dabei annahmen, dass sich die Tibeter ruhig verhalten würden. Es war ein Irrtum, sie wurden in einem Volksaufstand zum Selbstmord gezwungen. Der Dalai Lama und die Minister versuchten zwar den Volksaufstand zu besänftigen, hatten aber keinen Erfolg.
Der Dalai Lama übernahm nun selbst die Regierung und versuchte einer neuen Intervention Chinas zuvorzukommen. Aber die überlebenden Vertreter Chinas reagierten schneller als er und Kaiser Qianlong sandte eine neue Armee, welche 1751 Lhasa besetzte. Diesmal wurde dem Dalai Lama die Regierung überantwortet und somit die weltliche Herrschaft der religiösen Führung erneuert. Dem Dalai Lama wurden vier Minister -als „Kalön“ betitelt- beigegeben, allerdings wurde auch den beiden Ambanen ein gewisses Recht zur Regierungsbeteiligung gegeben, das vor allem auf die Kontrolle der Außenpolitik Tibets abzielte. So führte Kelsang Gyatsho zwischen 1751 und 1756 juristisch wie praktisch die Regierung. Dann zog er sich ins Retreat nach Chökhorgyel zurück.